# Eltanin
Eltanin, nota anche come Etamin o Gamma Draconis (γ Dra / γ Draconis), è una stella della costellazione del Dragone.
Si tratta di una gigante arancio di classe spettrale K5, distante 148 anni luce dalla Terra. Nonostante secondo la nomenclatura di Bayer si chiami "gamma" (lettera greca che designa in genere la terza stella più brillante di una costellazione), è in realtà la stella più luminosa del Dragone, cui seguono Eta Draconis e Rastaban (Beta Draconis) con una differenza di mezza magnitudine. Infatti il nome Rastaban (o anche Rasaben) era stato inizialmente utilizzato per designare Eltanin; comunque entrambi i termini derivano dall'arabo e sono sinonimi, in quanto significano "serpente" o "drago". È stata chiamata anche la Stella dello Zenit (Zenith Star) in virtù del suo passaggio in prossimità dello zenit quando osservata dalla latitudine dell'Osservatorio Reale di Greenwich.
Eltanin è una gigante arancione con una massa 1,7 volte quella solare ed un raggio quasi cinquanta volte superiore, mentre la sua luminosità, comprendendo la radiazione infrarossa emessa, è 470 volte quella del Sole.
Si prevede che tra circa 1,5 milioni di anni Eltanin transiterà a 28 anni luce da terra. A questo punto sarà la stella più brillante del cielo (dopo il Sole), arrivando a rivaleggiare con la luminosità attuale di Sirio.
Nel 1728, nonostante inutili tentativi di misurare la parallasse della stella, James Bradley scoprì l'aberrazione della luce che risulta dal movimento della Terra.  La scoperta di Bradley confermò l'eliocentrismo copernicano.